# Scopula pulverulentaria
Scopula pulverulentaria är en fjärilsart som beskrevs av Selys 1844. Scopula pulverulentaria ingår i släktet Scopula och familjen mätare. Inga underarter finns listade.